# یاری‌آباد (ساوه)
یاری‌آباد (ساوه)، روستایی از توابع بخش نوبران شهرستان ساوه در استان مرکزی ایران است.
بدلیل استقرار در میان رشته کوه ها، آب و هوای دلپذیر در تابستان و بسیار سردی در زمستان داراست. 
یاری آباد روستایی کم برخوردار و با خانه هایی سنگی و کاه گلی است که مسیر دسترسی به آن پر پیچ و خم و عمدتا خاکی است، به طوری که این مسیر در زمستان بر اثر بارش برف صعب العبور میشود.

## جمعیت
این روستا در دهستان آق‌کهریز قرار دارد و براساس مشاهدات عینی جمعیت آن زیر ده خانوار بوده‌است.
بدلیل صعب العبور بودن مسیر دسترسی به روستا در زمستان، افراد کمی در این فصل در روستا زندگی میکنند. اغلب در بهار و تابستان و برای کشاورزی و دامداری در روستا ساکن میشوند.